# Ernő Gerő
Ernő Gerő (rodným jménem Ernő Singer; 8. července 1898 Trebušovce – 12. března 1980 Budapešť) byl maďarský komunistický politik. Mezi 18. červnem a 25. říjnem 1956 byl nejvyšším vůdcem (generálním tajemníkem) Maďarské strany pracujících, jež byla hegemonní silou komunistického režimu v Maďarsku. Předtím byl dlouhá léta „mužem číslo 2“ v mocenské hierarchii. Ve vládě zastával posty ministra vnitra (1953–1954) a ministra financí (1948–1949).

## Život
Narodil se na Slovensku, v židovské rodině. Studoval lékařství v Budapešti, ale studia nedokončil. Od jejího založení v roce 1918 byl členem Maďarské komunistické strany. Podílel se na ustavení Maďarské republiky rad roku 1919, po jejím pádu uprchl do Vídně. Poté působil též v Bratislavě a Bukurešti. V září 1921 se vrátil do Maďarska a po dvanácti měsících byl zatčen. Byl odsouzen ke 14 letům vězení, ale po dvou letech byl propuštěn po dohodě o výměně vězňů mezi Moskvou a Budapeští. V té době již ovládal sedm jazyků, takže byl v roce 1925 najat do aparátu Kominterny v Moskvě, byť byl předtím poslán na šest měsíců do továrny, aby se naučil jazyk osmý – ruštinu, kterou paradoxně neovládal. V Sovětském svazu pak žil dvě desetiletí. Během té doby byl aktivním agentem NKVD. V Kominterně měl na starost kontakty se západními komunisty, zejména francouzskými. Bojoval ve španělské občanské válce. Je známo, že se snažil z interbrigád vypudit trockisty.
Druhá světová válka ho zastihla již znovu v Moskvě, kde zůstal po celou dubu jejího trvání. Měl na starosti propagandu, jež měla oslovit nepřátelské síly a válečné zajatce. Byl jedním z prvních komunistických funkcionářů, kteří se vrátili do Maďarska, již na začátku listopadu 1944. Mezi 26. lednem a 11. květnem 1945 byl členem maďarské Vysoké národní rady (prozatímní vlády). Ve volbách v listopadu 1945 získala Maďarská komunistická strana pod vedením jeho a Mátyáse Rákosiho 17 % hlasů a byla drtivě poražena Malorolnickou stranou, jež získala 57 % hlasů. Přesto sovětský vojenský velitel Maďarska maršál Kliment Vorošilov dosadil koaliční vládu s komunisty na klíčových postech. V roce 1948 komunisté převzali plnou kontrolu a Gerő se stal ministrem financí. Později se ujal vlivné funkce ministra vnitra, ovšem po Stalinově smrti v roce 1953 on i další stalinisté počali ztrácet pozvolna vliv a museli čelit tlaku reformátorů. V roce 1956 byl Rákosi donucen Anastasem Mikojanem opustit funkci vůdce strany. Rákosi si ale udržel dost vlivu na to, aby jako svého nástupce protlačil Gerőho. Ten se ale ve funkci udržel pouhé tři měsíce, což je období v Maďarsku známé jako „Gerőho interregnum“.
23. října 1956 studenti pochodovali Budapeští s úmyslem předložit vládě petici. Gerő jim odpověděl drsným rozhlasovým projevem, který lidi rozzlobil. To byl fakticky začátek maďarské revoluce v roce 1956. Když se revoluce rozšířila po celé zemi, sešel se 25. října ústřední výbor a vůdcem strany jmenoval Jánose Kádára a premiérem Imre Nagyho. Po svém odvolání Gerő odešel do Sovětského svazu, ačkoli kolovala fáma, že byl zabit revolucionáři. I poté, co byla revoluce rozdrcena, nový vůdce Kádár dlouho odmítal, aby se Gerő vrátil do Maďarska s argumentem, že návrat Rákosiho lidí by mu zkomplikoval snahu konsolidovat situaci a pevně uchopit moc v zemi. To Moskva akceptovala. Nakonec se Gerő vrátil až v roce 1960, ale byl okamžitě vyloučen ze strany za nezákonnosti spáchané v letech 1948–1956. Po svém nuceném odchodu do důchodu žil v ústraní a živil se jako překladatel.